# Premi Oscar 1965
La 37ª edizione della cerimonia di premiazione dei Premi Oscar si è tenuta il 5 aprile 1965 a Santa Monica, al Santa Monica Civic Auditorium, presentata dal comico Bob Hope.

## Vincitori e candidati
Vengono di seguito indicati in grassetto i vincitori. Ove ricorrente e disponibile, viene indicato il titolo in lingua italiana e quello in lingua originale tra parentesi.

### Miglior film
- My Fair Lady, regia di George Cukor
- Becket e il suo re (Becket), regia di Peter Glenville
- Il dottor Stranamore - Ovvero: come ho imparato a non preoccuparmi e ad amare la bomba (Dr. Strangelove or: How I Learned to Stop Worrying and Love the Bomb), regia di Stanley Kubrick
- Mary Poppins, regia di Robert Stevenson
- Zorba il greco (Alexis Zorbas), regia di Michael Cacoyannis

### Miglior regia
- George Cukor - My Fair Lady
- Peter Glenville - Becket e il suo re (Becket)
- Stanley Kubrick - Il dottor Stranamore - Ovvero: come ho imparato a non preoccuparmi e ad amare la bomba (Dr. Strangelove or: How I Learned to Stop Worrying and Love the Bomb)
- Robert Stevenson - Mary Poppins
- Michael Cacoyannis - Zorba il greco (Alexis Zorbas)

### Miglior attore protagonista
- Rex Harrison - My Fair Lady
- Richard Burton - Becket e il suo re (Becket)
- Peter O'Toole - Becket e il suo re (Becket)
- Anthony Quinn - Zorba il greco (Alexis Zorbas)
- Peter Sellers - Il dottor Stranamore - Ovvero: come ho imparato a non preoccuparmi e ad amare la bomba (Dr. Strangelove or: How I Learned to Stop Worrying and Love the Bomb)

### Migliore attrice protagonista
- Julie Andrews - Mary Poppins
- Anne Bancroft - Frenesia del piacere (The Pumpkin Eater)
- Sophia Loren - Matrimonio all'italiana
- Debbie Reynolds - Voglio essere amata in un letto d'ottone (The Unsinkable Molly Brown)
- Kim Stanley - Ventimila sterline per Amanda (Seance on a Wet Afternoon)

### Miglior attore non protagonista
- Peter Ustinov - Topkapi
- John Gielgud - Becket e il suo re (Becket)
- Stanley Holloway - My Fair Lady
- Edmond O'Brien - Sette giorni a maggio (Seven Days in May)
- Lee Tracy - L'amaro sapore del potere (The Best Man)

### Migliore attrice non protagonista
- Lila Kedrova - Zorba il greco (Alexis Zorbas)
- Gladys Cooper - My Fair Lady
- Edith Evans - Il giardino di gesso (The Chalk Garden)
- Grayson Hall - La notte dell'iguana (The Night of the Iguana)
- Agnes Moorehead - Piano... piano, dolce Carlotta (Hush...Hush, Sweet Charlotte)

### Miglior sceneggiatura non originale
- Edward Anhalt - Becket e il suo re (Becket)
- Stanley Kubrick, Peter George e Terry Southern - Il dottor Stranamore - Ovvero: come ho imparato a non preoccuparmi e ad amare la bomba (Dr. Strangelove or: How I Learned to Stop Worrying and Love the Bomb)
- Bill Walsh e Don DaGradi - Mary Poppins
- Alan Jay Lerner - My Fair Lady
- Michael Cacoyannis - Zorba il greco (Alexis Zorbas)

### Miglior sceneggiatura originale
- S. H. Barnett, Peter Stone e Frank Tarloff - Il gran lupo chiama (Father Goose)
- Age & Scarpelli e Mario Monicelli - I compagni
- Alun Owen - Tutti per uno (A Hard Day's Night)
- Orville H. Hampton e Raphael Hayes - Uno, patata, due, patata... (One Potato, Two Potato)
- Jean-Paul Rappeneau, Ariane Mnouchkine, Daniel Boulanger e Philippe de Broca - L'uomo di Rio (L'Homme de Rio)

### Miglior film straniero
- Ieri, oggi, domani, regia di Vittorio De Sica (Italia)
- Kvarteret Korpen, regia di Bo Widerberg (Svezia)
- Sallah (Sallah Shabati), regia di Ephraim Kishon (Israele)
- Les Parapluies de Cherbourg (Les Parapluies de Cherbourg), regia di Jacques Demy (Francia)
- La donna di sabbia (Suna no onna), regia di Hiroshi Teshigahara (Giappone)

### Miglior fotografia
- Bianco e nero

- Walter Lassally - Zorba il greco (Alexis Zorbas)
- Philip H. Lathrop - Tempo di guerra, tempo d'amore (The Americanization of Emily)
- Milton Krasner - Destino in agguato (Fate Is the Hunter)
- Joseph Biroc - Piano... piano, dolce Carlotta (Hush...Hush, Sweet Charlotte)
- Gabriel Figueroa - La notte dell'iguana (The Night of the Iguana)

- Colore

- Harry Stradling - My Fair Lady
- Geoffrey Unsworth - Becket e il suo re (Becket)
- William H. Clothier - Il grande sentiero (Cheyenne Autumn)
- Edward Colman - Mary Poppins
- Daniel L. Fapp - Voglio essere amata in un letto d'ottone (The Unsinkable Molly Brown)

### Miglior scenografia
- Bianco e nero

- Vassilis Fotopoulos - Zorba il greco (Alexis Zorbas)
- George W. Davis, Hans Peters, Elliot Scott, Henry Grace e Robert R. Benton - Tempo di guerra, tempo d'amore (The Americanization of Emily)
- William Glasgow e Raphael Bretton - Piano... piano, dolce Carlotta (Hush...Hush, Sweet Charlotte)
- Stephen Grimes - La notte dell'iguana (The Night of the Iguana)
- Cary Odell e Edward G. Boyle - Sette giorni a maggio (Seven Days in May)

- Colore

- Gene Allen, Cecil Beaton e George James Hopkins - My Fair Lady
- John Bryan, Maurice Carter, Robert Cartwright e Robert Cartwright - Becket e il suo re (Becket)
- Carroll Clark, William H. Tuntke, Emile Kuri e Hal Gausman - Mary Poppins
- George W. Davis, Preston Ames, Henry Grace e Hugh Hunt - Voglio essere amata in un letto d'ottone (The Unsinkable Molly Brown)
- Jack Martin Smith, Ted Haworth, Walter M. Scott e Stuart A. Reiss - La signora e i suoi mariti (What a Way to Go!)

### Migliori costumi
- Bianco e nero

- Dorothy Jeakins - La notte dell'iguana (The Night of the Iguana)
- Edith Head - Madame P... e le sue ragazze (A House Is Not a Home)
- Norma Koch - Piano... piano, dolce Carlotta (Hush...Hush, Sweet Charlotte)
- Howard Shoup - Ho sposato 40 milioni di donne (Kisses for My President)
- René Hubert - La vendetta della signora (The Visit)

- Colore

- Cecil Beaton - My Fair Lady
- Margaret Furse - Becket e il suo re (Becket)
- Tony Walton - Mary Poppins
- Edith Head e Moss Mabry - La signora e i suoi mariti (What a Way to Go!)
- Morton Haack - Voglio essere amata in un letto d'ottone (The Unsinkable Molly Brown)

### Migliori effetti speciali
- Peter Ellenshaw, Eustace Lycett e Hamilton Luske - Mary Poppins
- Jim Danforth - Le 7 facce del Dr. Lao (7 Faces of Dr. Lao)

### Miglior montaggio
- Cotton Warburton - Mary Poppins
- Anne Coates - Becket e il suo re (Becket)
- Ted J. Kent - Il gran lupo chiama (Father Goose)
- Michael Luciano - Piano... piano, dolce Carlotta (Hush...Hush, Sweet Charlotte)
- William Ziegler - My Fair Lady

### Miglior sonoro
- George R. Groves e Warner Bros. Studio Sound Department - My Fair Lady
- Franklin E. Milton e Metro Goldwyn Mayer Studio Sound Department - Voglio essere amata in un letto d'ottone (The Unsinkable Molly Brown)
- Robert O. Cook e Walt Disney Studio Sound Department - Mary Poppins
- Waldon O. Watson e Universal City Studio Sound Department - Il gran lupo chiama (Father Goose)
- John Cox e Shepperton Studio Sound Department - Becket e il suo re (Becket)

### Migliori effetti sonori
- Norman Wanstall - Agente 007 - Missione Goldfinger (Goldfinger)
- Robert L. Bratton - I guai di papà (The Lively Set)

### Migliore colonna sonora
- Adattamento

- André Previn - My Fair Lady
- George Martin - Tutti per uno (A Hard Day's Night)
- Irwin Kostal - Mary Poppins
- Nelson Riddle - I 4 di Chicago (Robin and the 7 Hoods)
- Robert Armbruster, Leo Arnaud, Jack Elliott, Jack Hayes, Calvin Jackson e Leo Shuken - Voglio essere amata in un letto d'ottone (The Unsinkable Molly Brown)

- Originale

- Richard M. Sherman e Robert B. Sherman - Mary Poppins
- Henry Mancini - La pantera rosa (The Pink Panther)
- Laurence Rosenthal - Becket e il suo re (Becket)
- Dimitri Tiomkin - La caduta dell'Impero romano (The Fall of the Roman Empire)
- Frank DeVol - Piano... piano, dolce Carlotta (Hush...Hush, Sweet Charlotte)

### Miglior canzone
- Chim Chim Cher-ee, musica e testo di Richard M. Sherman e Robert B. Sherman - Mary Poppins
- Dear Heart, musica di Henry Mancini, testo di Jay Livingston e Ray Evans - Tre donne per uno scapolo (Dear Heart)
- Hush...Hush, Sweet Charlotte, musica di Frank DeVol, testo di Mack David - Piano... piano, dolce Carlotta (Hush...Hush, Sweet Charlotte)
- My Kind of Town, musica di Jimmy Van Heusen, testo di Sammy Cahn - I 4 di Chicago (Robin and the 7 Hoods)
- Where Love Has Gone, musica di Jimmy Van Heusen, testo di Sammy Cahn - Quando l'amore se n'è andato (Where Love Has Gone)

### Miglior documentario
- Il mondo senza sole (Le monde sans soleil), regia di Jacques-Yves Cousteau
- The Finest Hours (The Finest Hours), regia di Peter Baylis
- Quei quattro giorni di novembre (Four Days in November), regia di Mel Stuart
- The Human Dutch (Alleman), regia di Bert Haanstra
- Over There, 1914-18 (14-18), regia di Jean Aurel

### Miglior cortometraggio
- Casals Conducts: 1964 (Casals Conducts: 1964), regia di Larry Sturhahn
- Help! My Snowman's Burning Down (Help! My Snowman's Burning Down), regia di Carson Davidson
- The Legend of Jimmy Blue Eyes (The Legend of Jimmy Blue Eyes), regia di Robert Clouse

### Miglior cortometraggio documentario
- Nine from Little Rock (Nine from Little Rock), regia di Charles Guggenheim
- Breaking the Habit (Breaking the Habit), regia di John Korty
- Children Without (Children Without), regia di Charles Guggenheim
- Kenojuak (Eskimo Artist: Kenojuak), regia di John Feeney
- 140 Days under the World (140 Days under the World), regia di Geoffrey Scott e Oxley Hughan

### Miglior cortometraggio d'animazione
- The Pink Phink (The Pink Phink), regia di Friz Freleng e Hawley Pratt
- Christmas Cracker (Christmas Cracker), regia di Jeff Hale e Norman McLaren
- How To Avoid Friendship (How To Avoid Friendship), regia di Gene Deitch
- Nudnik #2 (Nudnik #2), regia di Gene Deitch

## Premi speciali

### Premio alla carriera
- William Tuttle per gli straordinari risultati come truccatore per Le 7 facce del Dr. Lao